# Bahía de Avacha
La bahía de Avacha o Avatcha (en ruso: Ава́чинская бу́хта, Aváchinskaya bujta) está situada en el extremo lejano oriente de Rusia, en el golfo de Aváchinski, al sureste de la península de Kamchatka. Lleva el nombre del volcán Aváchinski. Avacha significa «extranjero» (es decir, 'ruso') en itelmen, el idioma de los antiguos itelmenos, el pueblo nativo de la península.
La bahía ha sido considerada una de los semifinalistas de las Siete maravillas de Rusia en la lista elaborada por votación popular en 2008.

## Descripción
Tiene una superficie de 215 km², una longitud de 24 km y, en su boca tiene una abertura de solamente 3 km. La profundidad máxima es de ¿26 m. Fue descubierta por primera vez por Vitus Bering en 1729 y explorada en detalle en 1828 por la expedición del Senyavin comandada por el capitán  Fiódor Litke.
El río Avacha desemboca en la bahía. La ciudad portuaria de Petropávlovsk-Kamchatski y la ciudad cerrada de Viliúchinsk dan a la bahía. Es la principal puerta de enlace de transporte de la región de Kamchatka
La bahía fue cartografiada por el explorador y oficial de la Armada Imperial Rusa, Mijaíl Tebenkov, en la década de 1830. Sus costas  sinuosas, de largo de 129 km, incluyen otras pequeñas bahías, como Tíjaya y Málaya Láguiernaya. Al noroeste de la bahía se encuentra la desembocadura del río Avacha y del Paratunka. En su entrada se levantan las famosas rocas apodado Tri Brata, los «Tres hermanos».
La bahía de Avacha es una de las más grandes del mundo, capaz de acoger a cualquier tipo de embarcación. Es la base de operaciones de la Flota Rusa del Pacífico. Sus aguas no se congelan en invierno, lo que permite que los barcos se refugien allí en caso de una tormenta. Las aguas de la bahía tienen una influencia positiva en el clima costero.

## Galería

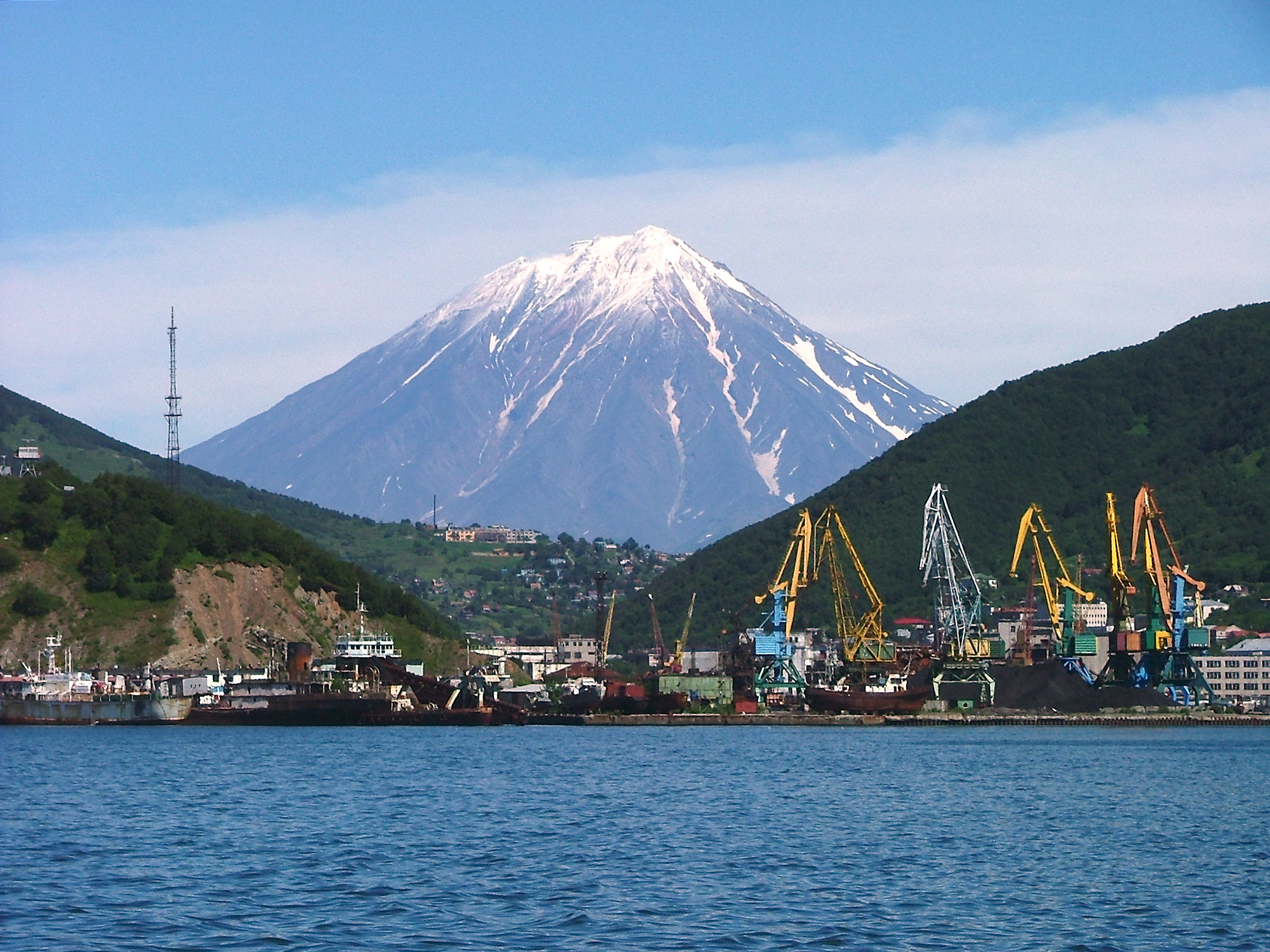
Petropávlovsk-Kamchatski y el volcán Koryaksky, vistos desde la bahía
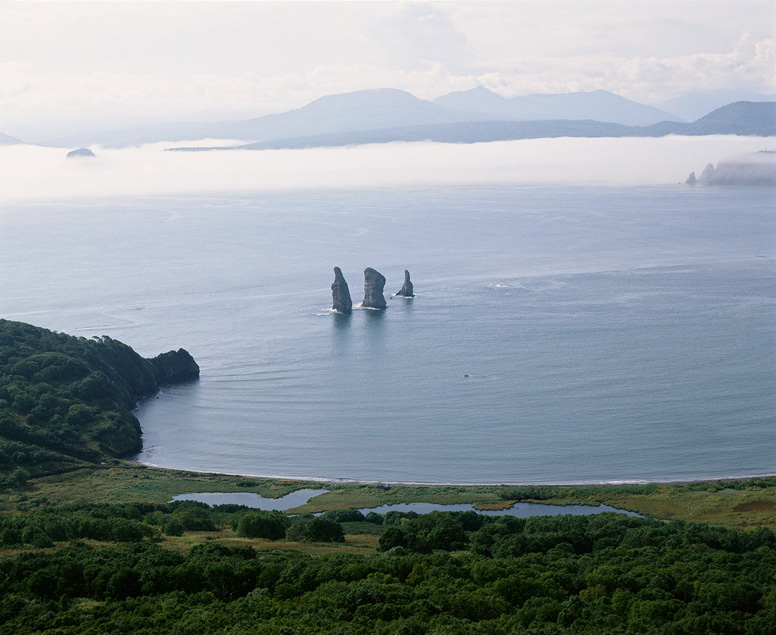
Los roquedos llamados los «Tres hermanos» en la entrada de la bahía
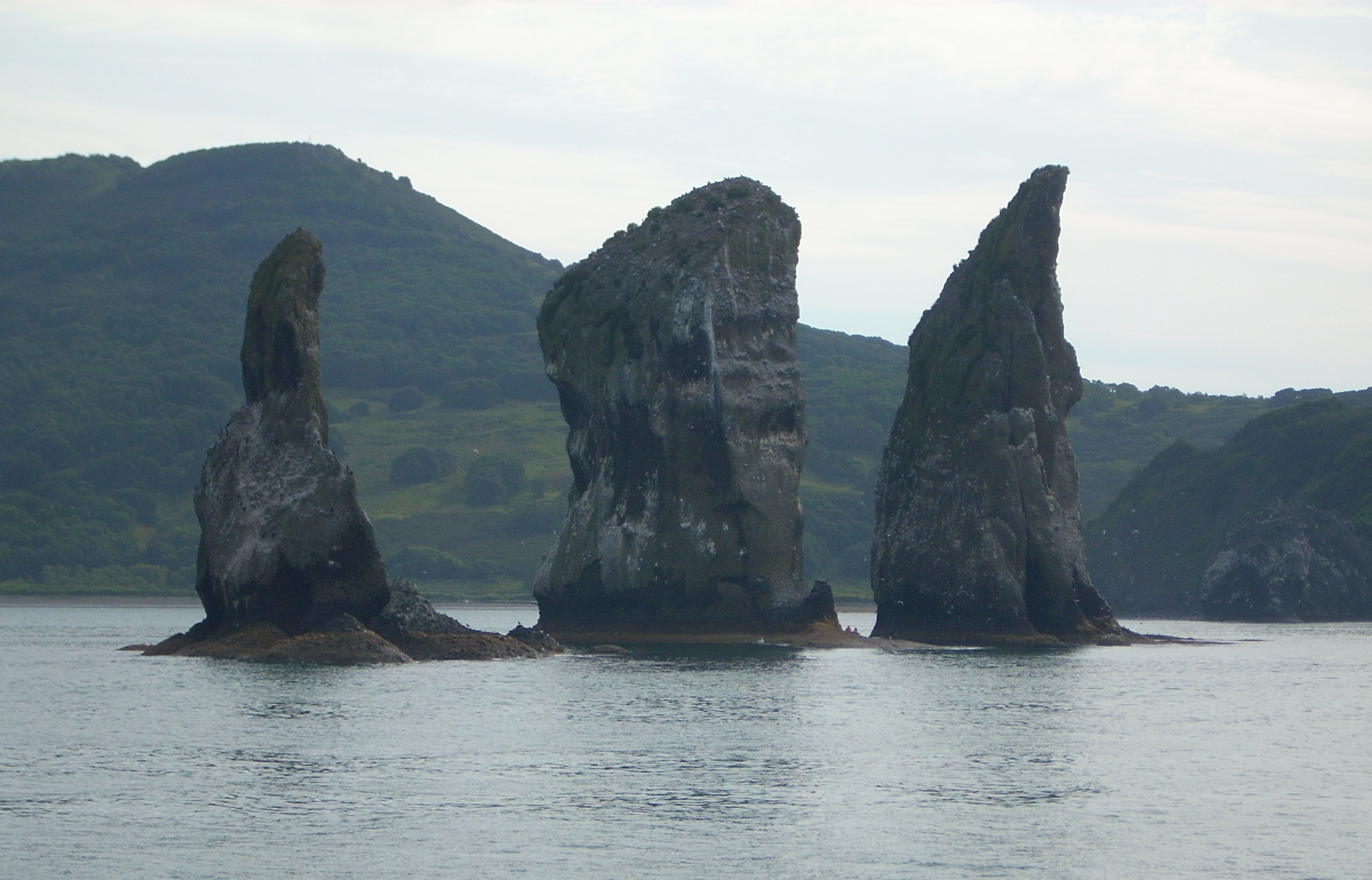
Los «Tres hermanos»
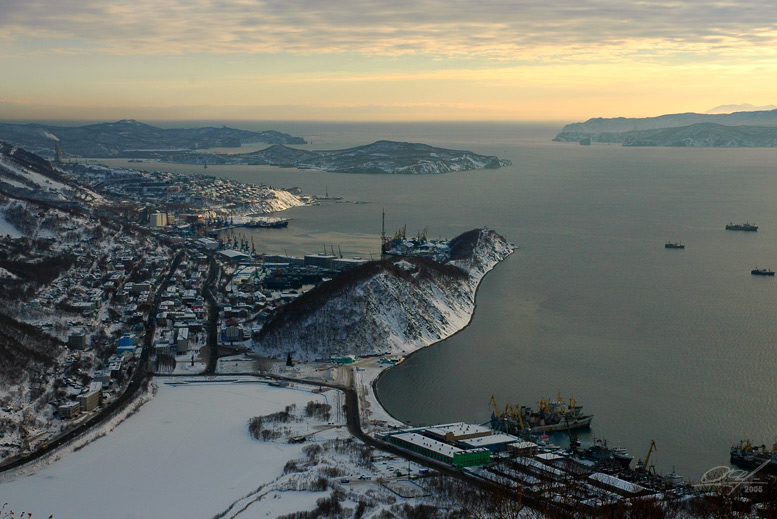
La bahía en invierno
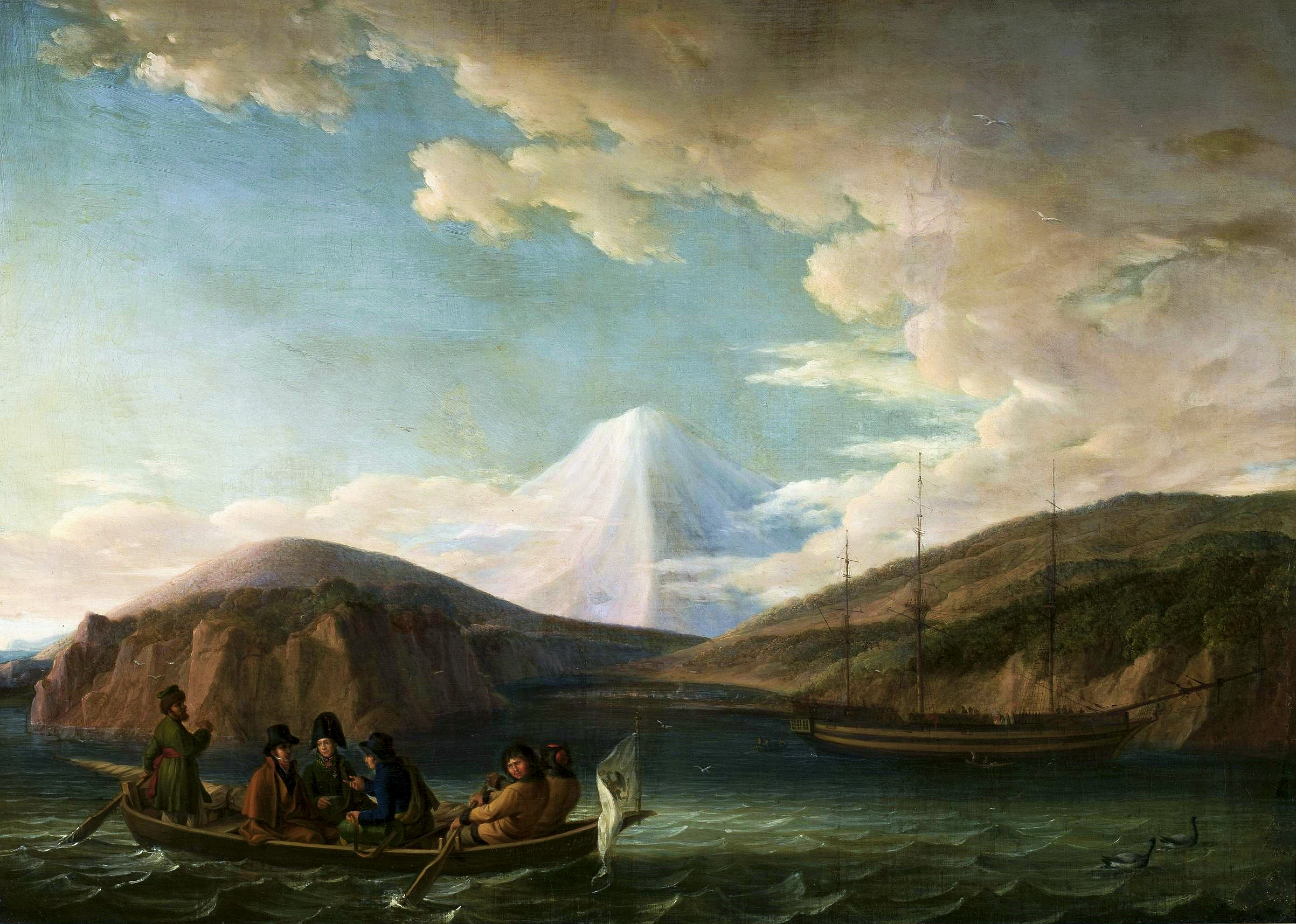
Adam Johann von Krusenstern en la bahía de Avacha, de Friedrich Georg Weitsch, c. 1806, Museo Nacional de Varsovia
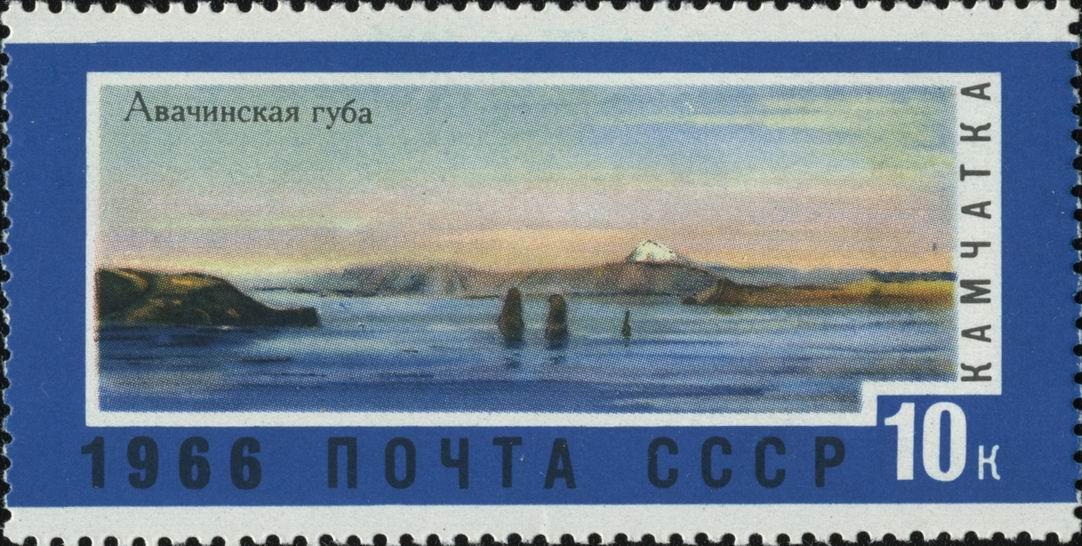
La bahía de Avacha en un sello de la URSS de 1966